# Paraconchoecia mesadenia
Paraconchoecia mesadenia is een mosselkreeftjessoort uit de familie van de Halocyprididae. De wetenschappelijke naam van de soort is voor het eerst geldig gepubliceerd in 1985 door Ellis.